# Half Shot at Sunrise
Half Shot at Sunrise est un film américain réalisé par Paul Sloane et sorti en 1930.
Il est dans le domaine public aux États-Unis depuis 1958 parce que ses ayants droit n'ont pas renouvelé l'enregistrement de leur droits.

## Synopsis
Pendant la Première Guerre mondiale, le colonel Marshall de l'armée américaine est stationné à Paris. Il est chargé de la livraison de matériel pour une offensive majeure. Il reçoit une série de mots d'amour d'Olga, une jeune française qu'il essaie de cacher à sa femme. De son côté le colonel désapprouve la relation sa fille Eileen avec le lieutenant Jim Red. Pendant ce temps, les soldats Tommy Turner et Gilbert Simpson sont absents sans permission, se déguisant en divers officiers pour échapper à la police militaire et fraterniser avec les femmes de Paris.

## Fiche technique
- Réalisation : Paul Sloane
- Scénario : Anne Caldwell, James Ashmore Creelman, Ralph Spence, Fatty Arbuckle
- Producteur : William LeBaron
- Photographie : Nicholas Musuraca
- Montage : Arthur Roberts
- Musique : Max Steiner
- Production : RKO Radio Pictures
- Genre : Comédie avec chansons[2]
- Distributeur : RKO Radio Pictures
- Durée : 78 minutes
- Date de sortie :  4 octobre 1930

## Distribution
- Bert Wheeler : Tommy Turner
- Robert Woolsey: Gilbert Simpson
- Dorothy Lee : Annette Marshall
- Hugh Trevor : Lieutenant Jim Reed
- Edna May Oliver : Mrs. Marshall
- Eddie DeLange : MP
- E. H. Calvert : General Hale
- Alan Roscoe : Captaine Jones
- John Rutherford : MP Sergent
- George MacFarlane : Colonel Marshall
- Roberta Robinson : Eileen Marshall
- Leni Stengel : Olga